# Peruvia nigromarginata
Peruvia nigromarginata är en insektsart som först beskrevs av Scudder, S.H. 1875.  Peruvia nigromarginata ingår i släktet Peruvia och familjen gräshoppor. Inga underarter finns listade i Catalogue of Life.